# 阿迪语
阿迪语（Adi）又称阿博语（Abhor, Abor-Miri）或珞巴语（Lho-Pa, Luoba），是汉藏语系达尼语支的语言，主要通行于印度的阿鲁纳恰尔邦（中国称藏南地区），由阿迪人使用。
阿迪语目前在阿迪族学校有相应教学，目前是阿迪人社群的第三语言。阿迪语的母语人口在阿鲁纳恰尔邦占到了全邦人口的17.57%（2001年）。

### 扩展阅读
- Lalrempuii, C. (2011). "Morphology of the Adi language of Arunachal Pradesh" (Doctoral dissertation).
- Nyori, T. (1988). Origin of the name'Abor'/'Adi'. In Proceedings of North East India History Association (Vol. 9, p. 95). The Association.